# Kamień Leski

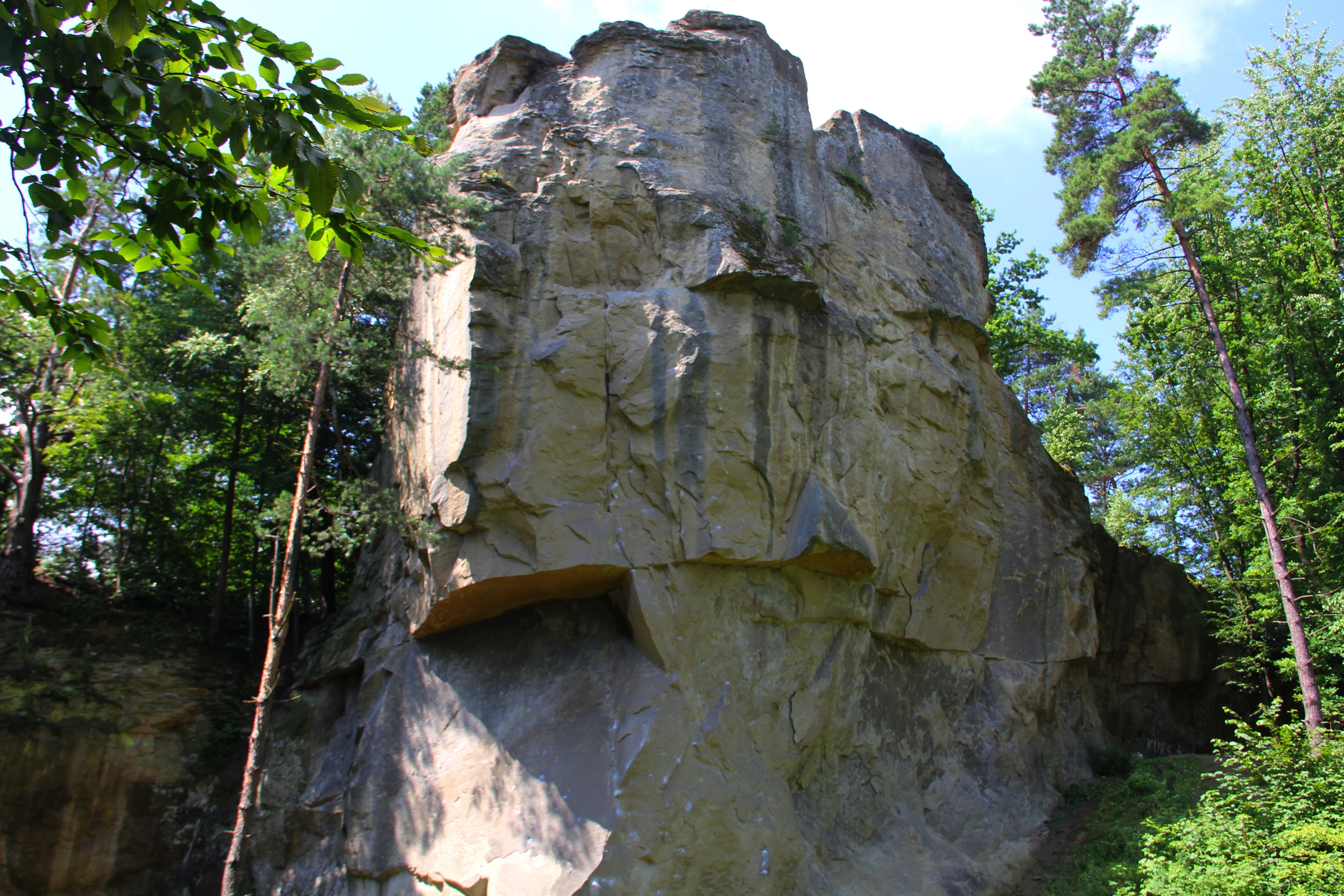
Kamień Leski

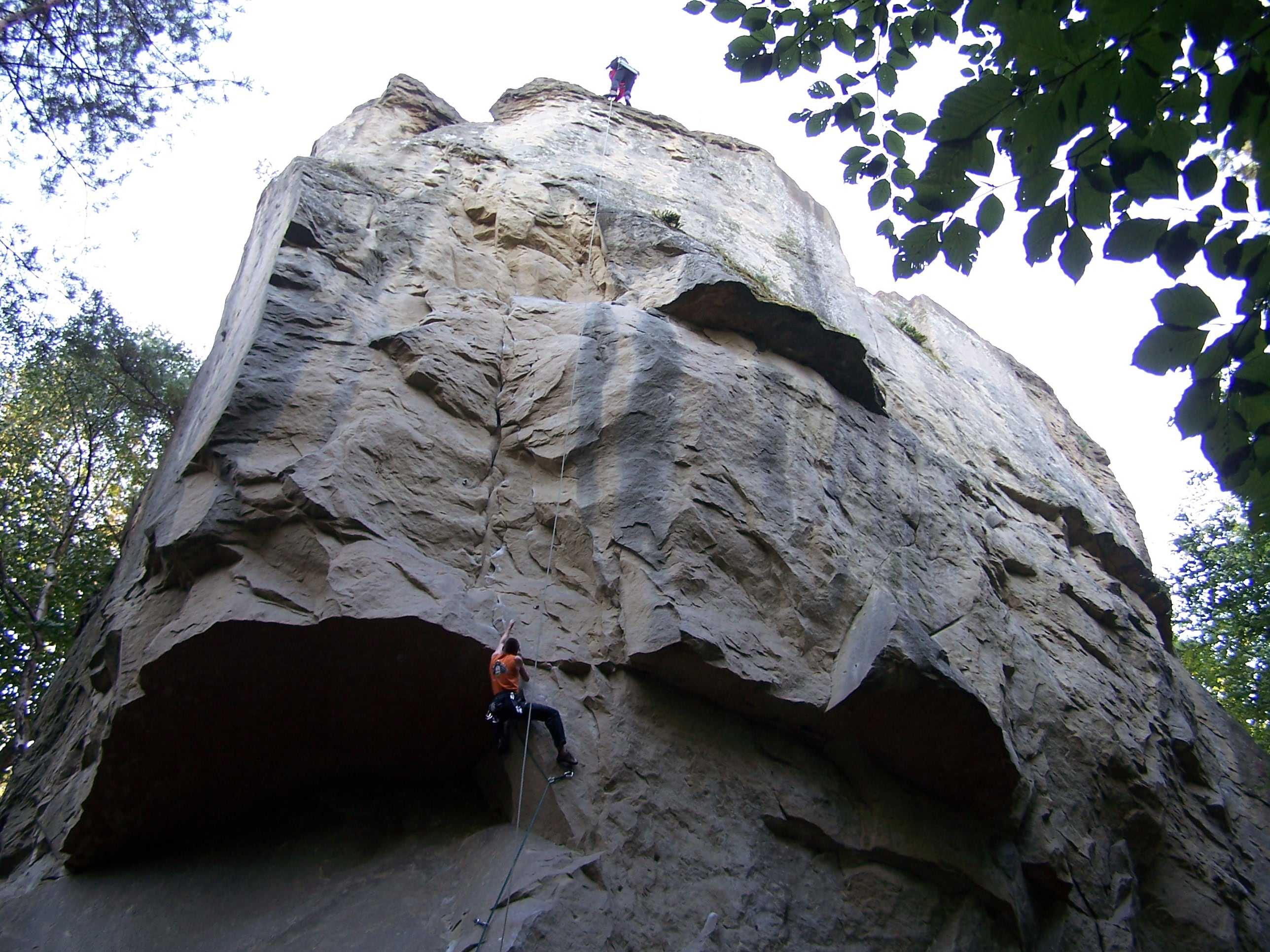
Wspinaczka skalna na Kamieniu Leskim

Kamień Leski (ok. 410–420 m) – charakterystyczna formacja skalna na wzgórzu we wsi Glinne niedaleko miasta Lesko w Górach Sanocko-Turczańskich. Kamień Leski jest wychodnią gruboziarnistego piaskowca krośnieńskiego, twardego i odpornego na wietrzenie. Główna skała wznosi się około 20 m ponad kulminację wzgórza. Posiada nieco dziwny kształt będący wynikiem zarówno erozji, jak i działalności człowieka. Od północnej strony znajdował się dawniej kamieniołom, po którym pozostała głęboka niecka wyrobiska oraz wysoka skalna ściana. Na szczycie skały znajduje się żelazny krzyż postawiony w 1978.

## Folklor
Kamień jest ważnym elementem miejscowej kultury, powstało wiele legend związanych z jego kształtem i pochodzeniem. Najbardziej znana z nich jest związana z szesnastowiecznym kościołem w Lesku, według owej legendy kamień jest wynikiem nieudanej próby zniszczenia chrześcijaństwa w tym obszarze przez diabła. Niektóre z legend znajdują się na tablicach umocowanych na kamieniu.

## Kamień Leski w sztuce
Ze względu na położenie przy głównym szlaku przez Bieszczady, Kamień Leski jest wspomniany kilkakrotnie w literaturze. Piękno kamienia zainspirowało Aleksandra Fredrę do napisania o nim specjalnego wiersza (Kamień nad Liskiem), Kamień znajduje się też w kilku innych jego pracach. O Kamieniu pisali też między innymi Wincenty Pol, Oskar Kolberg i Stanisław Staszic.

## Wspinaczka skalna
Kamień Leski jest popularnym miejscem do uprawiania wspinaczki skalnej. Wśród licznych dróg wspinaczkowych przeważają drogi dla wspinaczy średnio zaawansowanych, ale znajdują się tutaj też drogi o trudnościach powyżej stopnia VI.5.